# Verband Schweizer Medien
Der Verband Schweizer Medien (VSM) ist die Branchenorganisation der privaten Schweizer Medienunternehmen mit Schwerpunkt Print und Digital. Er vereinigt über 100 Unternehmen und branchennahe assoziierte Mitglieder, die zusammen rund 300 Zeitungen und Zeitschriften herausgeben sowie verschiedene Newsplattformen und elektronische Medien anbieten.
Der Verband hat die Rechtsform eines Vereins. Präsident ist Andrea Masüger, Direktorin Pia Guggenbühl.
Die Schwesterverbände des VSM sind Média Suisses für die französischsprachige und Stampa Svizzera für die italienischsprachige Schweiz. Dem Verband angegliedert ist das Medieninstitut.

## Aufgaben
Zusammen mit den beiden Schwesterverbänden Média Suisses und Stampa Svizzera setzt sich der VSM für die Freiheit und Unabhängigkeit der privaten Medien gegenüber Politik und Wirtschaft ein. Er vertritt die gemeinsamen berufsständischen, ideellen, politischen, wirtschaftlichen und rechtsetzenden Interessen seiner Mitglieder in der Schweiz gegenüber Öffentlichkeit, politischen Institutionen, Behörden, Wirtschaft, Verbänden und Organisationen im In- und Ausland. Er unterstützt die Idee der indirekten Presseförderung (z. B. die ermässigte Zustellung von Zeitungen und Zeitschriften) und das vom Parlament im Juni 2021 beschlossene Medienförderungspaket, gegen das das Referendum ergriffen wurde.
Das Medieninstitut beobachtet die Marktentwicklung, bündelt die damit verbundenen Interessen seiner Mitglieder und engagiert sich für eine hochwertige Aus- und Weiterbildung in der Medienbranche.

## Struktur
Organe sind die Mitgliederversammlung und das Präsidium. Präsident ist Andrea Masüger als Vizepräsident fungiert Peter Wanner (CH Media). Weiter gehören Andrea Masüger (Somedia), Christof Nietlispach (Freiämter Regionalzeitungen), Beat Lauber (Zürichsee Medien/Zürichsee-Zeitung, Meier + Cie/Schaffhauser Nachrichten, Mengis Medien/Walliser Bote), Hanspeter Kellermüller (Neue Zürcher Zeitung) und Gilbert A. Bühler (Freiburger Nachrichten) dem Präsidium des VSM an. Ehrenpräsidenten sind die früheren Präsidenten Hanspeter Lebrument (Somedia, 2003–2016) und Hans Heinrich Coninx (Tamedia, 1992–2003).
Aus dem Präsidium gebildet ist der Finanz- und Anlageausschuss.
Zur Behandlung fachspezifischer Themen, die aus dem Verbandszweck abgeleitet sind, bildet der Verband themenspezifische Departemente. Jedes Departement setzt sich aus einem Vorsitzenden, der zugleich Präsidiumsmitglied ist, und mindestens vier weiteren Mitgliedern zusammen. Zurzeit (Oktober 2021) ist der Verband in die Departemente Medienpolitik, Nutzermarkt, Werbemarkt, Fach- und Spezialpresse, Bildung, Publizistik, Distribution, Elektronische Medien Radio/TV, Lokalverleger, Recht und Internationales gegliedert.
Geschäftsführer ist seit dem 1. Juni 2016 der im Oktober 2014 von der Neuen Zürcher Zeitung zum VSM gestossene Andreas Häuptli, Leiterin des Medieninstituts Marianne Läderach.
Der VSM gibt neben den Journalistenorganisationen einen Presseausweis für die Akkreditierung an Medienkonferenzen und den Zugang zu Anlässen ab, der zudem zu Vergünstigungen berechtigt.

## Mitgliedschaften
Der VSM ist Mitglied im Schweizer Presserat, bei ProLitteris sowie in der European Newspaper Publishers’ Association (ENPA) und in der World Association of Newspapers (WAN). 2023 wurde der VSM Mitglied beim Wirtschaftsdachverband Economiesuisse.

## Gesamtarbeitsvertrag
Seit 2005 gibt es in der Deutschschweizer Presse keinen Gesamtarbeitsvertrag mehr. Der VSM hat an der Mitgliederversammlung 2016 beschlossen, neue Verhandlungen aufzunehmen. Diese Verhandlungen laufen zurzeit (Anfang 2018).

## Austritte
Am 20. August 2015 gab das Medienunternehmen Ringier bekannt, dass es wegen «unüberbrückbarer Differenzen mit einzelnen Mitgliedern im Präsidium» mit sofortiger Wirkung aus dem VSM austrete. Anlass dazu gab die geplante (und inzwischen verwirklichte) Werbeallianz Admeira von Ringier mit der Schweizerischen Radio- und Fernsehgesellschaft (SRG) und Swisscom. Während die Verleger befürchten, die SRG könnte sich durch die Allianz einen Zugang zum digitalen Werbemarkt verschaffen, lehnt Ringier ein umfassendes entsprechendes Verbot ab. Am 8. Januar 2020 hiess es, Ringier trete dem VSM wieder bei. Die Meldung bewahrheitete sich nicht, die Auseinandersetzungen dauern an.
Das Zerwürfnis führte weiter im Dezember 2015 zum Abgang der Geschäftsführerin Verena Vonarburg, die als Head of Public Affairs zu Ringier wechselte.
Coop und Migros sind Ende 2019 aus dem VSM ausgetreten.

## Geschichte

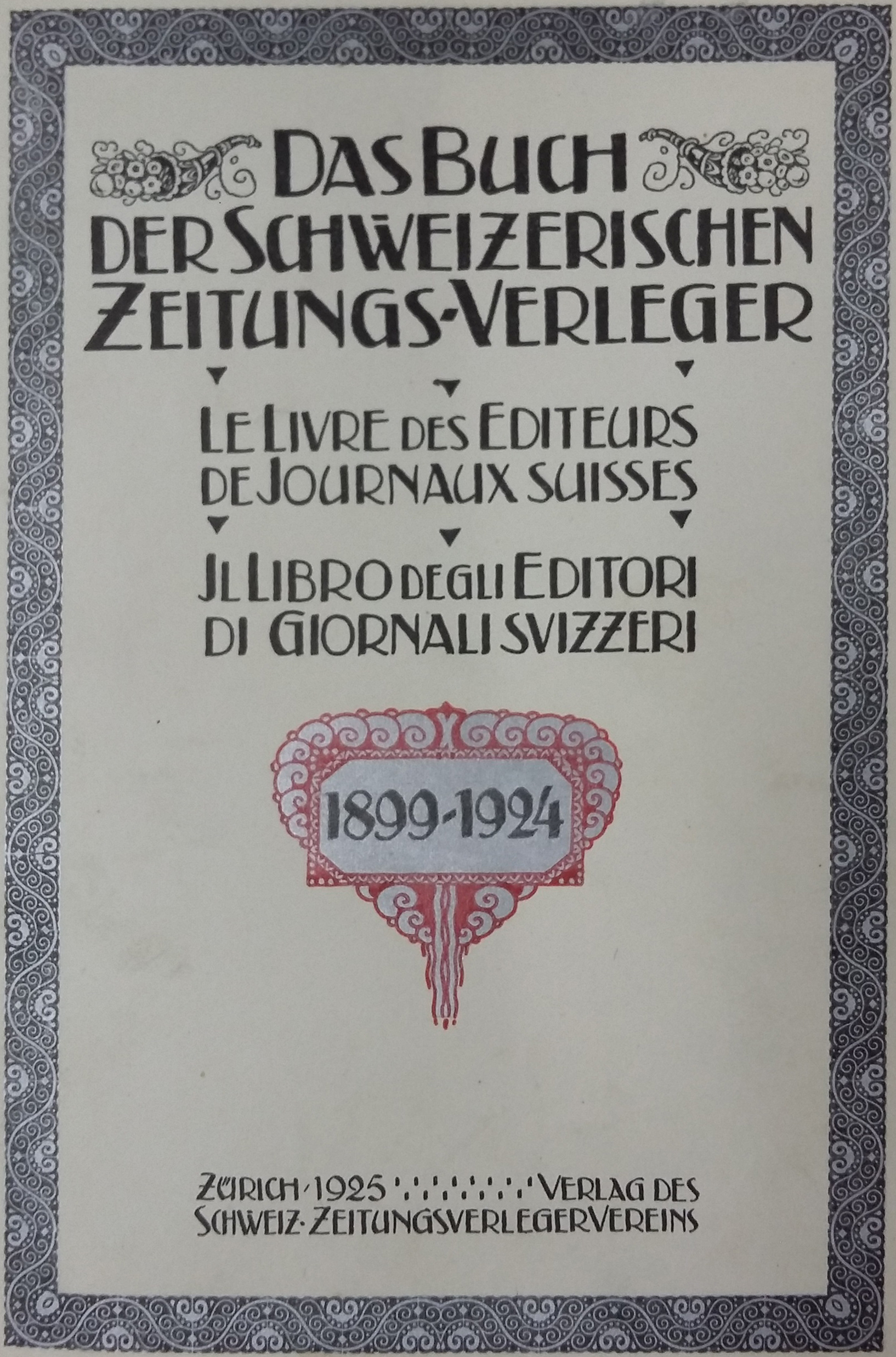
Umschlag des mehr als 1000 Seiten umfassenden Buchs zum 25-Jahr-Jubiläum des Schweizerischen Zeitungsverlegervereins

Der Verband wurde auf Einladung des Präsidenten des Schweizerischen Buchdruckervereins (heute Viscom) Adolphe Niestlé am 26. Oktober 1899 im Hotel «Halbmond» in Olten als Schweizerischer Zeitungsverlegerverein (SZV) gegründet. Die Verleger, die häufig gleichzeitig Buchdrucker oder Journalisten oder alles zusammen waren, waren zuvor teils im Buchdruckerverein, teils zusammen mit den Journalisten im Verein der Schweizer Presse (1883 als Schweizerischer Presseverband gegründet, 1893 umbenannt, heute impressum) organisiert. Der Aufschwung des Zeitungswesens Ende des 19. Jahrhunderts (von 1879 bis 1923 stieg die Auflage der Zeitungen von 49 auf 289 Mio. Exemplare), von Journalisten und Druckern teils abweichende Interessen und das Aufkommen von Annoncenagenturen führten zur Bildung eines selbständigen Verlegerverbandes, wobei viele Verleger auch weiterhin Mitglied im Buchdruckerverein oder im Verein der Schweizer Presse oder gleichzeitig in beiden Vereinen waren. So waren der erste Präsident, Emanuel Wackernagel, und der erste Sekretär, Jean Grellet, zugleich Präsident bzw. Sekretär des Vereins der Schweizer Presse.
Erste Anliegen waren der Kampf gegen das «Schmarotzertum am Textteil» (Einsendungen, die nach Ansicht der Verleger in den Annoncenteil gehörten), der Zolltarif für Papier, die gemeinschaftliche Beschaffung von Zeitungspapier, Preisnormen für Inserate, eine raschere Übermittlung durch die PTT und – wie auch heute noch – günstige Zeitungstransporttaxen.
Ein weiteres wichtiges Thema waren Gratispublikationen, gegen deren Aufkommen sich der Verband wehrte. Dabei ging es namentlich um Gratisinserateblätter, aber auch beispielsweise um den 1926 gegründeten Beobachter, der zwar neben der gratis verteilten auch eine abonnierte Auflage zu einer geringen Abonnementsgebühr vertrieb, nach Ansicht der Verleger aber nur, um von der verbilligten Zeitungstransporttaxe für abonnierte Zeitschriften zu profitieren. Heute ist der Beobachter ein geschätztes Mitglied des Verbandes (und keine Gratiszeitschrift mehr). Anderseits wendete sich der Verband auch immer wieder gegen eine «Inseratezensur», d. h. Bestrebungen, die Werbung für gewisse Produkte zu verbieten.
Im Zweiten Weltkrieg bildeten die Verleger zusammen mit dem Journalistenverband die Gemischte Pressepolitische Kommission und stellten mit dem Verlegerpräsidenten Karl Sartorius deren Präsidenten. Sie übte während der kriegsbedingt unvermeidlichen Zensur die Aufgabe eines Presserates aus, der zwischen dem Bundesrat und zeitweise auch der Armeeleitung und den Zeitungen vermittelte. Forderungen aus Deutschland, in Form der Eingabe der Zweihundert aber auch aus der Schweiz, gewisse Chefredaktoren zu massregeln, namentlich Willy Bretscher (Neue Zürcher Zeitung), Albert Oeri (Basler Nachrichten) und Ernst Schürch (Der Bund), deren Zeitungen in Deutschland bereits verboten waren, wurden zurückgewiesen.
Beim Aufkommen neuer Medienformen wie Radio, Telefonnachrichten und Teletext wandte sich der Verband dagegen, dass die Schweizerische Radio- und Fernsehgesellschaft bzw. die PTT Nachrichten verbreiten, und erreichte – wiederum zusammen mit dem Journalistenverband – Einschränkungen oder die Bedingung, dass die von den Verlegern gegründete Schweizerische Depeschenagentur damit betraut wurde oder dass sie sich wie im Falle von Teletext an der Betreiberfirma beteiligen konnten. Bis heute wendet sich der Verband gegen eine vollständige Öffnung für die Verbreitung von Werbung im Fernsehen und im Internet durch die Schweizerische Radio- und Fernsehgesellschaft (SRG). Zugestimmt hatten die Verleger einer beschränkten Werbung im Fernsehen nur, weil sie sich anfänglich an der Vermarktung über die AG für das Werbefernsehen (später publisuisse) beteiligen konnten. Am 15. Mai 2025 wurde eine Kooperation mit der SRG angekündigt.
Der Verband ist als Arbeitgeberverband Verhandlungspartner des Berufsverbandes impressum und der Journalistengewerkschaft syndicom für die Ausarbeitung eines Gesamtarbeitsvertrags (früher Kollektivvertrag genannt). In den letzten Jahren wandelte er sich jedoch zunehmend von einem Arbeitgeberverband zu einer Branchenorganisation. In den Mittelpunkt rückte neben der Medienpolitik nun auch das Gattungsmarketing in Aktionen wie «Woche der Schweizer Presse» (1997) oder «Print macht aus Werbung Information» (2015).
1948 benannte sich der Verein in Schweizerischer Zeitungsverlegerverband (ab 1958 Schweizerischer Zeitungsverleger-Verband geschrieben; SZV), 1980 in Schweizerischer Verband der Zeitungs- und Zeitschriftenverleger (SZV), 1996 in Verband Schweizer Presse (VSP) und 2010 in Verband Schweizer Medien (VSM) um.

## Präsidenten
- seit 2022: Andrea Masüger[1]
- 2016–2022: Pietro Supino (* 1965, TX Group)[28]
- 2003–2016: Hanspeter Lebrument (* 1941, Somedia)
- 1992–2003: Hans Heinrich Coninx (* 1945, Tamedia)
- 1980–1992: Max U. Rapold (1925‒2006, Schaffhauser Nachrichten)[29]
- 1971–1980: Karl Blöchliger (1916–2008, Vaterland)[30]
- 1960–1971: Giusep Condrau (1894–1974, Gasetta Romontscha)[31]
- 1955–1960: Hans Bachmann (1902–1982, Luzerner Tagblatt)[32]
- 1938–1955: Karl Sartorius (1890–1965, Basler Nachrichten)[33]
- 1929–1938: Ernst Rietmann (1870‒1945, Neue Zürcher Zeitung)[34]
- 1915–1929: Joseph Räber (1860‒1934, Vaterland)[35]
- 1902–1915: Hermann Jent (1850–1915, Der Bund)[36]
- 1899–1902: Emanuel Wackernagel (1846‒1902, Basler Nachrichten)[37]